# An-Namlijja
An-Namlijja – wieś w Syrii, w muhafazie Dajr az-Zaur. W 2004 roku liczyła 1246 mieszkańców.